# The Monkey King 2
The Monkey King 2 es una película de fantasía producida en Hong Kong y China basada en la novela clásica Viaje al Oeste de Wu Cheng'en. Fue filmada en 3-D y es una secuela de la película de 2014 The Monkey King con Cheang Pou-soi retornando al puesto de director y con Sammo Hung como director de artes marciales. Fue protagonizada por Aaron Kwok, quien interpretó al antagonista principal en el primer filme y en este caso le da vida al Rey Mono. Fue estrenada en Hong Kong el 6 de febrero de 2016 y en China dos días después.
Una secuela, The Monkey King 3, fue estrenada en China el 16 de febrero de 2018. Los actores Aaron Kwok, Feng Shaofeng, Xiaoshenyang y Him Law repitieron sus papeles en esta tercera entrega.

## Sinopsis
500 años después del encarcelamiento de Sun Wukong (Aaron Kwok) bajo la Montaña de los Cinco Dedos, un joven monje budista llamado Tang Sanzang (Feng Shaofeng) se embarca en un viaje al Monasterio del Trueno en la India para recopilar las escrituras de Buda. Cuando es atacado por un tigre, se ve obligado a liberar a Wukong. El Rey Mono entiende que tiene que proteger al monje durante todo el viaje, porque el Bodhisattva Guanyin aseguró que estaría atado por un anillo encantado que puede causarle dolor cada vez que Tang Sanzang canta un cierto sutra. Pronto, el dúo se encuentra con Zhu Bajie (Xiaoshenyang), un lujurioso demonio cerdo y a Bonzo Sha (Le Law), un monje parecido a un djinn, iniciando una épica aventura.

## Reparto
- Aaron Kwok es Sun Wukong, el Rey Mono.
- Gong Li es Baigujing.
- Feng Shaofeng es Tang Sanzang, el monje budista.
- Xiaoshenyang es Zhu Bajie, el demonio cerdo.
- Fei Xiang es el Rey de Yun Hai Xi.
- Him Law es Bonzo Sha, el búfalo acuático.
- Kelly Chen es Guan Yin, la Diosa de la Misericordia.
- Lu Weu, Xi'er Qi y Miya Muqi son los espíritus malignos de la serpiente, el cerdo y el murciélago.

## Producción

### Desarrollo

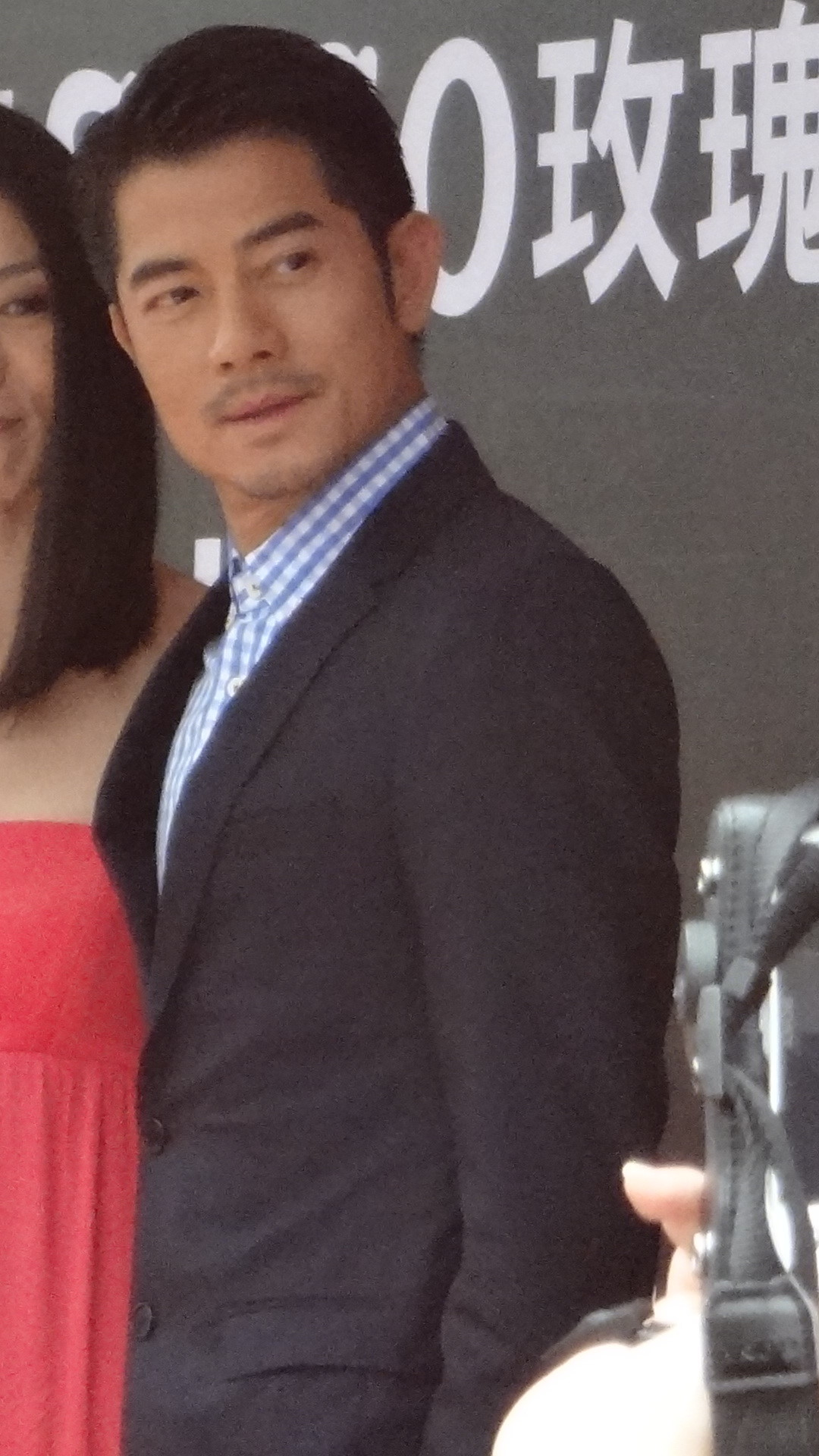
Aaron Kwok interpreta el personaje principal del Rey Mono.

La compañía Filmko Entertainment anunció una secuela de The Monkey King el 13 de febrero de 2014. Wan Haifeng, presidente de Filmko, manifestó que Louis Koo interpretaría el papel de Tang Sanzang y que la compañía se encontraba en negociaciones con Chow Yun-fat para que repitiera su papel como el Emperador de Jade en la secuela.

### Casting
Aaron Kwok anunció por sus redes sociales que interpretaría el papel de Sun Wukong en la secuela, reemplazando a Donnie Yen, quien se encargó de darle vida al personaje en el primer largometraje. Para prepararse para el rol, Kwok entrenó artes marciales durante varios meses antes del inicio del rodaje. Durante la filmación, Kwok debía exponerse a seis horas de maquillaje y a otras tres horas adicionales de limpieza. El 27 de noviembre se anunció que la reconocida actriz Gong Li se uniría al reparto en el papel de Baigujing. Filmko Entertainment más tarde incluyó en el elenco a Feng Shaofeng, Xiaoshenyang y Him Law.

### Rodaje
El rodaje dio inicio en diciembre de 2014 en los estudios Wuxi. Sean Kelly, supervisor de efectos especiales de las franquicias de El Señor de los Anillos y El Hobbit, se unió al equipo de producción junto con el supervisor de maquillaje  Shaun Smith, ambos del ambiente de Hollywood.

## Recepción

### Taquilla
The Monkey King 2 llegó a los cines chinos simultáneamente con las películas The Mermaid y From Vegas to Macau III, obteniendo un aproximado de 25 millones de dólares estadounidenses en su primer día. La película obtuvo en total un promedio de 193 millones de dólares a nivel internacional.

### Crítica
La cinta fue en general mejor recibida por la crítica especializada que The Monkey King de 2014. Elizabeth Kerr de The Hollywood Reporter se refirió a la película como «un giro divertido de una leyenda muy trillada». Maggie Lee de la revista Variety afirmó que la cinta es «menos defectuosa que la original». James Marsh de Screen Daily describe el guion y los efectos visuales como una mejora respecto al primer filme. Edward Lee de South China Morning Post la describe como una secuela «enormemente mejorada».
Rotten Tomatoes presenta cinco reseñas positivas de The Monkey King 2 con un índice de audiencia promedio de 7 sobre 10.